# Camilla Spira
Camilla Spira (1 de marzo de 1906 – 25 de agosto de 1997) fue una actriz teatral y cinematográfica alemana.

## Biografía
Nacida en Hamburgo, Alemania, era hija de Lotte Spira y Fritz Spira, actores pioneros del cine mudo alemán. Su hermana, Steffie Spira, fue también actriz, conocida por su trabajo con la Deutsche Film AG. Spira cursó estudios en el gimnasio, y después en Berlín en la Academia de Arte Dramático Ernst Busch, fundada por Max Reinhardt. 
Su debut teatral tuvo lugar en 1922 en el Teatro Wallner y en el Deutsches Künstlertheater de Berlín. Tras un compromiso con el Theater in der Josefstadt de Viena, ella volvió a Berlín, donde debutó en el cine en 1924 con el film mudo Mutter und Sohn. Después alternó el teatro con el cine mudo. Entre 1925 y 1927 actuó en el Deutsches Theater de Berlín. Hasta  1930 formó parte del elenco de la compañía teatral de Victor Barnowsky, y en 1933 ingresó en la Freie Volksbühne de Berlín. 
Además, como tenía una bella voz y cantaba, Spira consiguió actuar en el recién iniciado cine sonoro, encarnando a menudo a alegres jóvenes alemanas, como hizo en la película Morgenrot en 1933.
Sin embargo, a partir de la mitad de la década de 1930 ya no recibió ofertas cinematográficas, pues los nazis la acusaron de tener ascendencia parcialmente judía. Únicamente podía interpretar a judíos en el seno de la institución Jüdischer Kulturbund. Gracias a su antiguo estatus de "estrella", ella logró con su marido, el abogado el abogado y director general Adjunto de la Cervecera Engelhardt, Hermann Eisner, y sus dos hijos, emigrar en 1938 a Ámsterdam, donde finalmente fue capturada en 1943 por los ocupantes alemanes e internada en el campo de Westerbork.
En dicho campo actuó con Willy Rosen, bajo la dirección de Max Ehrlich, para distraer a los prisioneros de los convoyes para Auschwitz. Cuando Spira supo que ella y sus hijos iban a ser llevados a Auschwitz , decidió informar al abogado Hans Georg Calmeyer que su padre no era el judío Fritz Spira, sino Victor Palfy, un actor húngaro de origen ario que fue el amante de su madre. Calmeyer solicitó una investigación, siendo interrogada Lotte Spira en Berlín, y firmando ella en septiembre de 1943 un documento en el que confirmaba la declaración de su hija. El instituto antropológico de Kiel confirmó que Camilla y sus hijos eran mestizos en primer grado. Calmeyer se fio del experto, y concluyó que ellos eran arios, lo que le hizo abandonar el campo el 21 de junio de 1944.. Al final de la guerra la familia seguía presente en Ámsterdam.
Camilla Spira volvió a Berlín en 1947, instalándose en el oeste de la ciudad. Allí trabajó en el Theater am Schiffbauerdamm y en el Teatro Hebbel. Además, rodó algunas películas en el este de la ciudad para la Deutsche Film AG, destacando de entre ellas Die Buntkarierten (1949). Cuando se le pidió mudarse al este, ella se negó, a diferencia de lo que hizo su hermana Steffie. A partir de entonces obtuvo numerosos compromisos en teatros de Berlín Oeste y actuó en películas como Des Teufels General, Himmel ohne Sterne o Rosen für den Staatsanwalt. 
Camilla Spira falleció en Berlín, Alemania, en 1997. Fue enterrada en el Cementerio Waldfriedhof Dahlem, en Berlín, al lado de su marido.

## Premios
- 1949: Premio Nacional de la RDA, categoría II, por Die Buntkarierten
- 1986: Orden del Mérito de la República Federal de Alemania

## Filmografía (selección)
- 1924 : Mutter und Sohn
- 1925 : Das Herz am Rhein
- 1926 : La escuadra hundida
- 1926 : Brennende Grenze
- 1931 : Die Faschingsfee
- 1931 : Mein Leopold
- 1932 : Grün ist die Heide
- 1932 : Gehetzte Menschen
- 1932 : Die elf Schill’schen Offiziere
- 1933 : Der Judas von Tirol
- 1933 : Morgenrot
- 1933 : El testamento del Dr. Mabuse
- 1933 : Sprung in den Abgrund
- 1949 : Die Buntkarierten
- 1950 : Dr. Semmelweis – Retter der Mütter
- 1950 : Epilog – Das Geheimnis der Orplid
- 1950 : Die lustigen Weiber von Windsor
- 1952 : Der fröhliche Weinberg
- 1952 : Pension Schöller
- 1952 : Drei Tage Angst
- 1954 : Emil und die Detektive
- 1955 : El general del diablo
- 1955 : Vatertag
- 1955 : Der letzte Mann
- 1955 : Himmel ohne Sterne
- 1956 : Fuhrmann Henschel
- 1957 : Der tolle Bomberg
- 1958 : Freddy, die Gitarre und das Meer
- 1958 : Nachtschwester Ingeborg
- 1958 : Der Czardas-König
- 1958 : Vater, Mutter und neun Kinder
- 1959 : Freddy unter fremden Sternen
- 1959 : Rosen für den Staatsanwalt
- 1961 : Vertauschtes Leben
- 1962 : Das Mädchen und der Staatsanwalt
- 1962 : Affäre Blum
- 1963 : Piccadilly null Uhr zwölf
- 1969 : Der Kommissar, episodio Das Ungeheuer (serie TV)
- 1972 : Motiv Liebe, episodio Goldener Käfig (serie TV)
- 1973 : Die Powenzbande (TV)
- 1987 : Wanderungen durch die Mark Brandenburg: Im Spreeland (TV)
- 1991 : So wie es ist, bleibt es nicht. Die Geschichte von Camilla und Steffie Spira
- 1999 : Kurt Gerron und sein Karussell (documental TV)